# Andy Milder
Andy Milder, né le 16 août 1969 à Omaha (Nebraska, États-Unis), est un acteur et doubleur américain. Il est principalement connu pour avoir joué dans la série Austin et Ally dans le rôle du père d'Ally : Lester Dawson.

## Filmographie

### Cinéma
- 1995 : Apollo 13 de Ron Howard
- 2005 : La rumeur court… de Rob Reiner
- 2007 : Transformers de Michael Bay : GUIDO White
- 2008 : Frost/Nixon : L'Heure de vérité de Ron Howard : Frank Gannon
- 2009 : Sept Vies de Gabriele Muccino
- 2010 : Stolen Lives de Anders Anderson : William Daniels
- 2011 : The Artist de Michel Hazanavicius : Director #2

### Télévision

#### Séries télévisées
- 1987 : Mariés, deux enfants, saison 7 épisode 6
- 2011 - 2016 : Austin et Ally
- 2005 - 2012 : Weeds : Dean Hodes
- 2006 - 2008 : La Légende des super-héros
- 2010 - 2013 : Generator Rex
- Bones saison 6 épisode 20 : le clown
- Esprits criminels : Saison 7 Episode 2 : Cy
- 2015 - 2017 : Transformers Robots in Disguise : Mission secrète
- Le Mentaliste, Saison 4, épisode 18 : Dr. Leopold Scheck
- Lucifer, Saison 3, épisode 6 : Judd (le barman du Fletcher's)